# Rakovnická pahorkatina
Rakovnická pahorkatina (do roku 1979 Jesenická pahorkatina) je geomorfologický celek, tvořící severní část Plzeňské pahorkatiny. Rozkládá se ve středozápadním vnitrozemí Čech, kde zaujímá severní část okresu Plzeň-sever, západní část okresu Rakovník, jihozápad okresu Louny a jihovýchodní cíp okresu Karlovy Vary. Nejvyšším vrcholem je kopec Lišák (677 m) u Štipoklas.
Rakovnickou pahorkatinu charakterizuje zemědělský ráz a minimální stupeň urbanizace; jediným větším městem celku je Rakovník na samém východním okraji. Z dalších menších sídel stojí za zmínku Jesenice, Kryry, Lubenec, Žihle a Manětín.
Převážná část Rakovnické pahorkatiny náleží k povodí řeky Berounky (nejvýznamnější toky zde představují její levé přítoky Střela a Rakovnický potok), severní okraj území (okrsek Kryrská pahorkatina) odvodňuje říčka Blšanka do Ohře.

## Členění
Rakovnická pahorkatina se z hlediska českého geomorfologického členění dělí na tři podcelky a sedm okrsků:

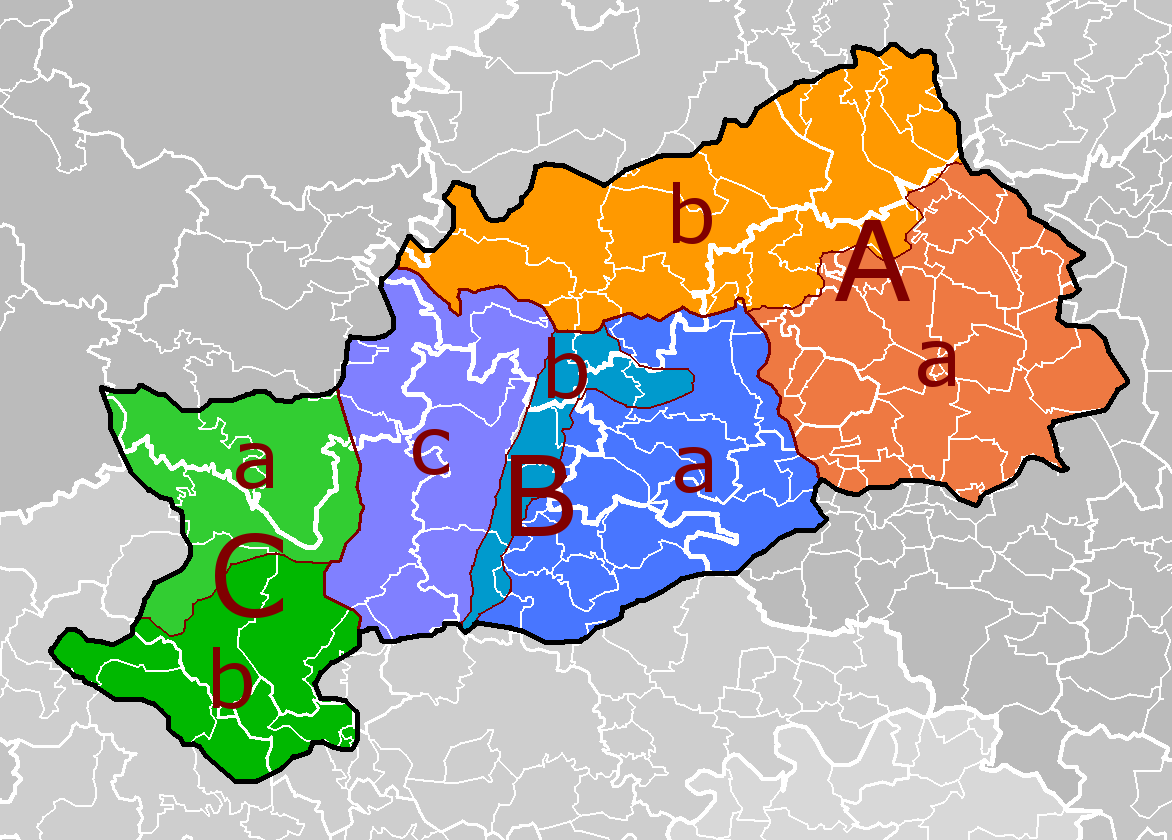
Členění Rakovnické pahorkatiny

- VB1-A Kněževeská pahorkatina
  - VB1-A-a Rakovnická kotlina
  - VB1-A-b Kryrská pahorkatina
- VB1-B Žihelská pahorkatina
  - VB1-B-a Petrohradská pahorkatina
  - VB1-B-b Žihelská brázda
  - VB1-B-c Rabštejnská pahorkatina
- VB1-C Manětínská vrchovina
  - VB1-C-a Manětínská kotlina
  - VB1-C-b Lomská vrchovina

## Galerie

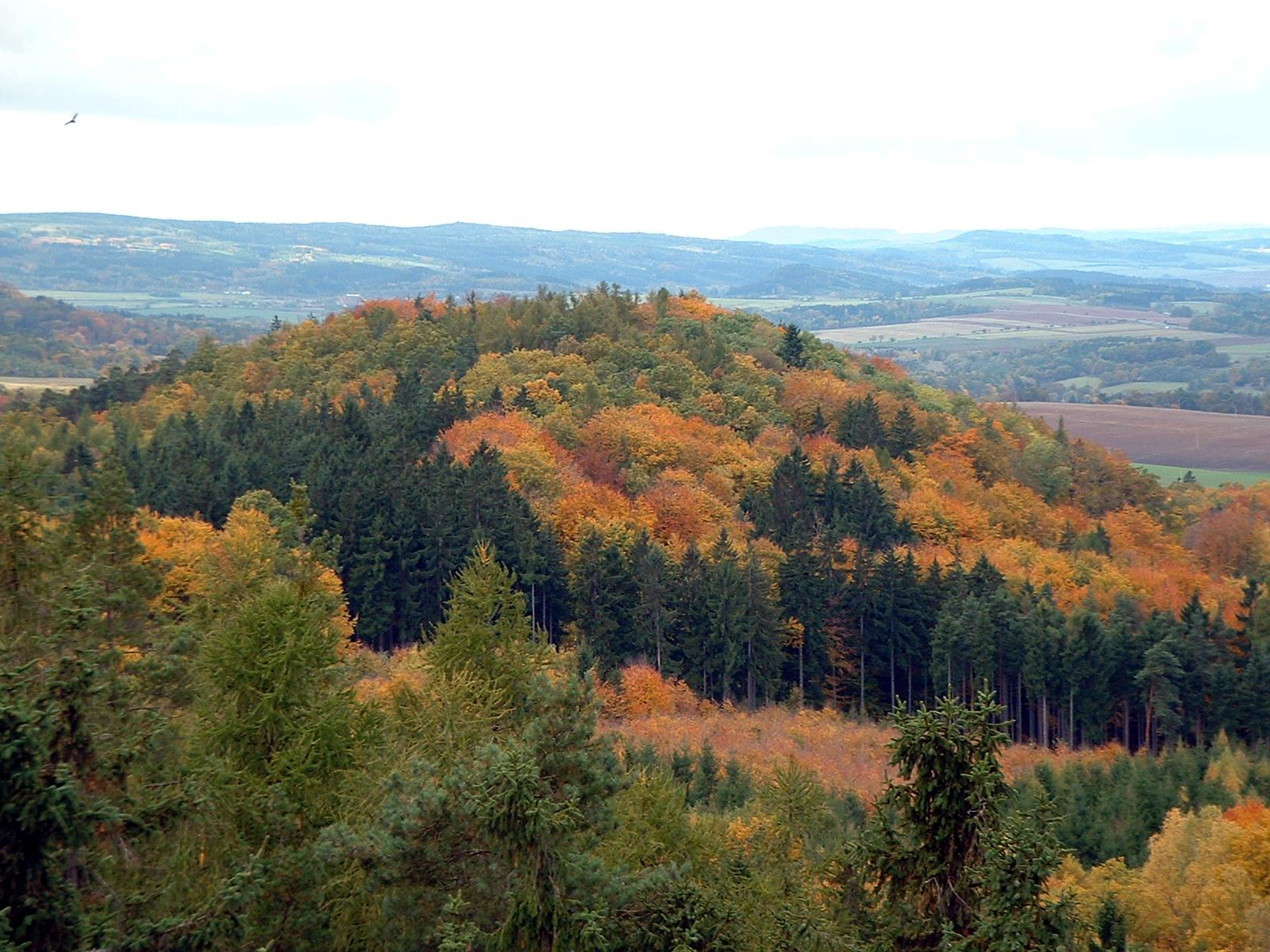
Výhled z rozhledny na Vlčím vrchu u Jesenice
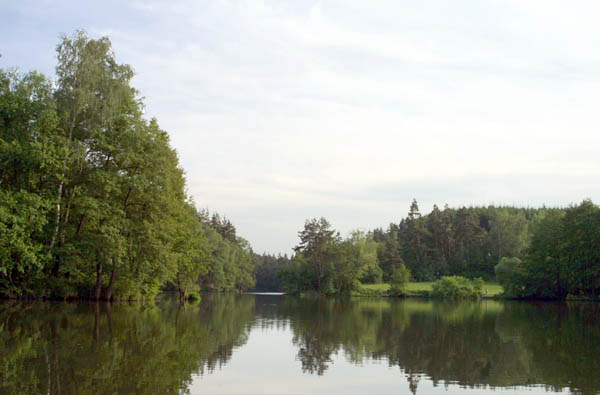
Odlezelské jezero